# Giovanni Aldini

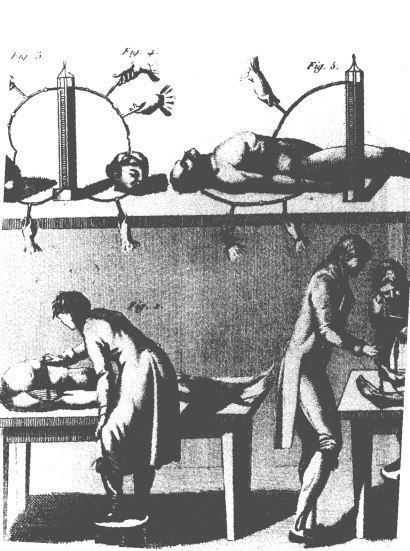
Eksperymenty na ciele George'a Fostera przeprowadzone przed Royal College of Surgeons of England

Giovanni Aldini (ur. 10 kwietnia 1762 w Bolonii, zm. 17 stycznia 1834 w Mediolanie) – włoski fizyk, badacz elektryczności oraz jej oddziaływania na organizmy zwierzęce i ludzi. Siostrzeniec Luigi Galvaniego.

## Życiorys
Studiował fizykę w rodzinnej Bolonii, studia ukończył w 1782. Był asystentem swego stryja Galvaniego, uczestniczył w jego doświadczeniach nad reakcjami mięśni żaby na drażnienie prądem elektrycznym. W 1798 został profesorem fizyki eksperymentalnej Uniwersytetu Bolońskiego. Swoje prace pisał po włosku, angielsku i francusku, przy czym spuścizna po nim zawiera publikacje zarówno pod włoskim imieniem Giovanni, jak pod angielskim John i francuskim Jean.
Wsławił się demonstracjami reakcji mięśni martwych ludzi (zmarłych naturalnie lub pozbawionych życia w wyniku wykonania kary śmierci) na drażnienie prądem elektrycznym z baterii ogniw galwanicznych. Serię takich publicznych pokazów zrealizował przy bolońskim Pałacu Sprawiedliwości w styczniu i lutym 1802, później (jesienią 1802) pojechał do Paryża, gdzie odbył serię wykładów połączonych z pokazami. Najbardziej spektakularnym wydarzeniem w karierze Aldiniego był pokaz przed Królewskim Kolegium Chirurgów w Londynie w styczniu 1803. Aldini użył tam baterii 120 ogniw Volty (cynkowo-miedzianych), a użył do swojego pokazu zwłok 26-letniego mordercy George'a Forstera. Pokaz ten zrelacjonowany został ze szczegółami w poważnym londyńskim dzienniku The Times kilka dni później (22 stycznia 1803), a wrażenie, jakie mógł wywołać na ówczesnej publiczności poznać można w nawiązującym w pewnym stopniu do tych doświadczeń, opublikowanym w 1818, opowiadaniu Frankenstein albo współczesny Prometeusz (Frankenstein, or the Modern Prometheus) pióra Mary Wollstonecraft Shelley. Od czasu pokazu w Londynie Aldini porównywany bywał do doktora Fausta, poszukującego sposobów rządzenia siłami kierującymi człowiekiem.
Aldini eksperymentował także z żywymi ludźmi: zachowały się szczegółowe zapiski z eksperymentów, którym 17 maja 1801 poddany został w bolońskim szpitalu Santo Orsola cierpiący na ciężką depresję 27-letni rolnik Luigi Lanzarini. Najpierw Aldini stosował do eksperymentów baterię złożoną z 15 ogniw, ale później zwiększał ich ilość.
W uznaniu zasług Aldini odznaczony został m.in. przez cesarza Austrii Orderem Korony Żelaznej, w 1807 mianowany radnym Mediolanu, dokąd się przeprowadził po ustąpieniu z katedry Uniwersytetu Bolońskiego.
W tym okresie swego życia porzucił eksperymenty z pogranicza fizyki, biologii i medycyny, zajmując się innymi zagadnieniami fizycznymi. Między innymi badał możliwości ochrony ludzkiego życia i mienia przed ogniem (testował m.in. różne materiały, jak azbest). Interesowała go też hydraulika – poczynił interesujące obserwacje fali powodziowej, pracował nad nowatorskimi systemami dźwigni hydraulicznych, ulepszył metody wykorzystania pary wodnej w fabryce jedwabiu. Udoskonalił także oświetlenie ulic i budynków, w tym m.in. mediolańskiej opery La Scala.
Zmarł w Mediolanie w 1834 roku.

## Prace

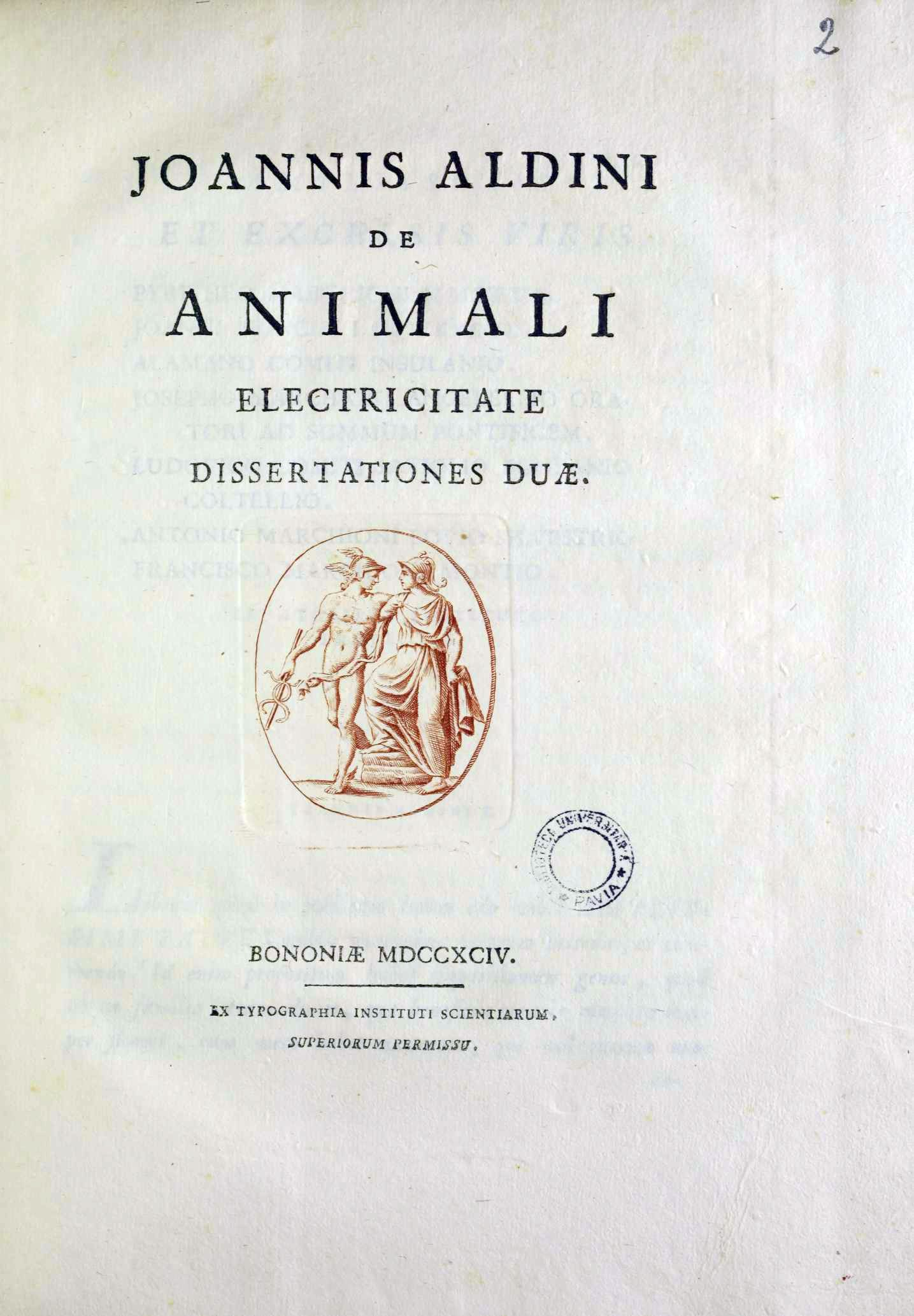
De animali electricitate, 1794

- J. Aldini, De animali electricitate dissertationes duae, Bononiæ: Ex typographia Instituti Scientiarum, 1794.
- J. Aldini, An account of the late improvements in galvanism, with a series of curious and interesting experiments performed before the commissioners of the French National Institute, and repeated lately in the anatomical theatres of London, to which is added an appendix containing experiments on the body of a malefactor executed at Newgate, and dissertations on animal electricity, 1793 and 1794, Cuthell & Martin and J. Murray, Londyn 1803.
- J. Aldini, Précis des expériences galvaniques faites récemment à Londres et à Calais par Jean Aldini […], suivi d’un extrait d’autres expériences, détaillées dans un ouvrage du même auteur, et qui ont été publiées à Londres par M. Nicholson, Levrault et Barrau, Paryż 1803.
- J. Aldini, Essai théorique et expérimental sur le galvanisme, avec une série d’expériences faites devant des commissaires de l’Institut national de France, et en divers amphithéâtres anatomiques de Londres, Fournier Fils, Paryż 1804.
- J. Aldini, Recherche expérimentales sur l’application extérieure de la vapeur pour échauffer l’eau dans la filature de la soie, Huzard, Paryż 1819.
- G. Aldini, Memoria sulla illuminazione a gas dei teatri, e progetto di applicarla all I. R. Teatro della Scala in Milano, Societa tipographica classici Italiani, Mediolan 1820.
- G. Aldini, Saggio di osservazioni sui mezzi atti a migliorare la costruzione e l’illuminazione dei fari, Societa tipographica classici Italiani, Mediolan 1823.
- J. Aldini,  Art de se préserver de la flamme, appliqué aux pompiers et à la conservation des personnes exposées au feu; avec une série d’expériences faites en Italie, à Genève et à Paris par M. le Chevalier Aldini, Huzard, Paryż 1830.